# Dieter Lindner
Dieter Lindner, född 18 januari 1937 i Nebra, död 13 maj 2021 i Freyburg, var en tysk friidrottare.
Lindner blev olympisk silvermedaljör på 20 kilometer gång vid sommarspelen 1964 i Tokyo.